# Tom Zacharias
Tom Zacharias, född 27 mars 1948 i Stockholm, död 20 augusti 2010, var en svensk kompositör, textförfattare, skivartist och skådespelare. Han utgav flera musikinspelningar under 1970-talet, bland andra de pornografiska LP-skivorna Belinda och Belindas döttrar.
Zacharias var son till advokat Richard M. Zacharias och far till skådespelaren Rakel Wärmländer.

## Belinda
I mitten av 1970-talet kontaktades Zacharias av affärsmannen Stefan Brydolf; inspirerade av framgångarna som Johnny Bode fått med Bordellmammas visor 1968 ville de att han skulle skriva två album med "erotisk rock" samt en roman med samma tema. Boken Rebecka blev snabbt glömd, men albumen blev oväntade framgångar: Belinda och Belindas döttrar. Text och musik skrevs av Zacharias, som tillsammans med bland andra gitarristen Tommy Broman och basisten Lars Bergström (tidigare i Levande Livet) spelade in skivorna under mycket kort tid. De gavs ut anonymt och såldes enbart genom annonser i herrtidningar och porrbutiker, och släpptes med några månaders mellanrum 1975.
Musiken på skivorna spänner över det psykedeliska, progressiva och proggiga med inslag av såväl blues som hård rock. Texterna är – med såväl 1970-talets som nutidens måttstock – sexuellt mycket grova. Återkommande teman är incest (Snälla pappa pippa med mej), BDSM (Piska mig redlös), homosexualitet (Gay Club) och impotens (När skogens källa sinar). Grova könsord tillhör de vanligaste orden i texterna. Uppmuntrade av framgångarna använde man de instrumentala inspelningarna och spelade in det bästa från de svenska skivorna på engelska, Belinda. Problem med betalningar och logistik gjorde dock att skivan aldrig blev utgiven.
Under 2004 återutgavs skivorna på en CD, Belindas sånger, av Subliminal Sounds inkluderande extra material med engelska texter, men utelämnande av vissa av de grövre spåren: "Piska mig redlös", "Härskarinnan", "Piska min pung", "Helens fitta", "Barnvakten" och "Helens överraskning". Dessa finns dock med på den LP-utgåva som Subliminal Sounds gav ut 2011.

## Diskografi
- 1972 - Josephine/Roller - MNW Green Light, 7"
- 1973 - Är Du Ärlig Är Du Härlig - Europa Film LP
- 1975 - Horar gör vi alla - Ljudspår, LP
- 1975 - Belinda - SB, LP[4]
- 1975 - Belindas Döttrar - SB, LP[5]
- 1979 - Alla vi barn - Mudist, LP
- 1984 - Till frukost - Tom Zacharias Production LP
- 2004 - Belindas Sånger/The songs of Belinda - Subliminal Sounds, CD

## Filmografi
- 1969 – Konfrontation (ockupant)
- 1979 – Katitzi
- 1988 – James Dean I (kortfilm, ej identifierad roll)